# Natalien-Orden

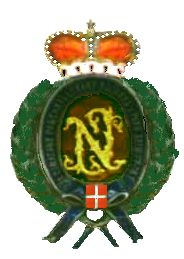

Der Natalien-Orden, als „Auszeichnung der Fürstin Natalie“, (serb.: Orden kraljevice Natalije) bekannt, wurde zu Ehren der Fürstin und späteren Königin Natalie von Serbien 1878 als Damenorden eingerichtet und am 22. Februar 1886 in Verdienstmedaille der Königin Natalie umbenannt. Stifter war der Fürst und spätere König Milan I. von Serbien. Der Orden sollte die freiwillige Pflege und Hilfe bei der Betreuung der Kriegsopfer ehren.
Nach dem Sturz des Hauses Obrenović im Jahre 1903 wurde der Orden nicht mehr verliehen.

## Ordensklassen
Der Orden bestand aus zwei Klassen
- I. Klasse in Gold
- II. Klasse in Silber

## Ordensdekoration
Für beide Klassen war die Brosche als Ordensform gewählt. In ihrer Mitte der Ellipse ist in roter Emaille die Initiale der Königin  N  (Natalie) eingelegt. Ein blau emailliertes Band umgibt die Ellipse und an den Enden läuft es zu einer Schleife aus. Dieses Band trägt in Serbisch die Inschrift: „Za pomaganje ranjenih i bolnik vojnika u catovima 1876-77-78“ (Für Hilfeleistungen den verwundeten und kranken Kriegern, während der Feldzüge 1876-77-78). An den äußeren Enden befinden sich noch zwei sich kreuzende Lorbeerzweige, die sich um die Brosche wenden. Der obere Teil zeigt das serbische Wappen und wird durch die Königskrone (bis 1886: Fürstenhut) überragt.

## Ordensband und Trageweise
Je nach Klasse wurde ein goldenes oder silbernes Fransenband verwendet.